# Lovreća Sela
Lovreća Sela is een plaats in de gemeente Krapinske Toplice in de Kroatische provincie Krapina-Zagorje. De plaats telt 239 inwoners (2001).